# 청년백서
《청년백서》는 이 시대를 살아가는 청년들과 청년의 때를 지나온 이들의 삶을 함께 나누는 CTS기독교TV의 공감힐링 토크쇼이다.

## MC
- 가수 류지광
- 김세영 교수